# Jozef Miloslav Hurban
Jozef Miloslav Hurban (ps. „Slavomil F. Kořennatý”, „Ľudovít Pavlovič”, „M. z Bohuslavíc”, „M. Selovský”; ur. 19 marca 1817 w Beckovie, zm. 21 lutego 1888 w Hlbokém) – słowacki duchowny ewangelicki, pisarz i dziennikarz, polityk, jeden z głównych inicjatorów słowackiego odrodzenia narodowego, organizator słowackiego życia kulturalnego.
Ożenił się z Anną Jurkovič, z którą miał cztery córki i pięciu synów (wśród nich był późniejszy pisarz Svetozár Hurban-Vajanský). Od 1843 był proboszczem w Hlboké, zaś od 1866 (po śmierci Karola Kuzmányiego) przez pewien czas – superintendentem Słowackiego Kościoła Ewangelickiego, tzw. patentalnego.
Był panslawistą. 24 kwietnia 1836 uczestniczył w spotkaniu „młodzieży Szturowskiej” na Zamku Devín, gdzie przyjął słowiańskie imię Miloslav. W młodości był radykalnym przeciwnikiem feudalizmu i hegemonii węgierskich rodów szlacheckich na ówczesnych Górnych Węgrzech (dzisiejszej Słowacji), bezkompromisowym bojownikiem o prawa narodowe Słowaków i nieprzejednanym wrogiem węgierskiej klasy rządzącej, pierwszym przewodniczącym Słowackiej Rady Narodowej w czasie wiosny ludów (Slovenská národná rada) i czołową postacią powstania słowackiego z lat 1848–1849 (Slovenské povstanie 1848-1849). W kwestii języka narodu słowackiego początkowo skłaniał się ku opcji czeskiej Jána Kollára, później jednak opowiedział się za niezależnym językiem słowackim według koncepcji Ľudovíta Štúra.
W 1861 był współautorem Memorandum Narodu Słowackiego, a następnie członkiem założycielem i członkiem Zarządu Macierzy Słowackiej.